# Сидзано
Сидза̀но (на италиански: Sizzano, на местен диалект: Sceun, Шеун) е село и община в Северна Италия, провинция Новара, регион Пиемонт. Разположено е на 246 m надморска височина. Населението на общината е 1468 души (към 2010 г.).